# Seleção de Bósnia e Herzegovina de Hóquei no Gelo Masculino
A Seleção de Bósnia e Herzegovina de Hóquei no gelo representa Bósnia e Herzegovina nas competições oficiais da FIHG.